# Анне Квіст
Анне Квіст (нід. Anne Quist, 26 грудня 1957) — нідерландська академічна веслувальниця.
Бронзова призерка Олімпійських Ігор 1984 року в складі вісімки.